# Тамус звичайний
Тамус звичайний, або адамовий корінь (Dioscorea communis або Tamus communis) — вид рослин із родини Dioscoreaceae. Рослина отруйна, може також використовуватися як лікарська.

## Морфологічна характеристика

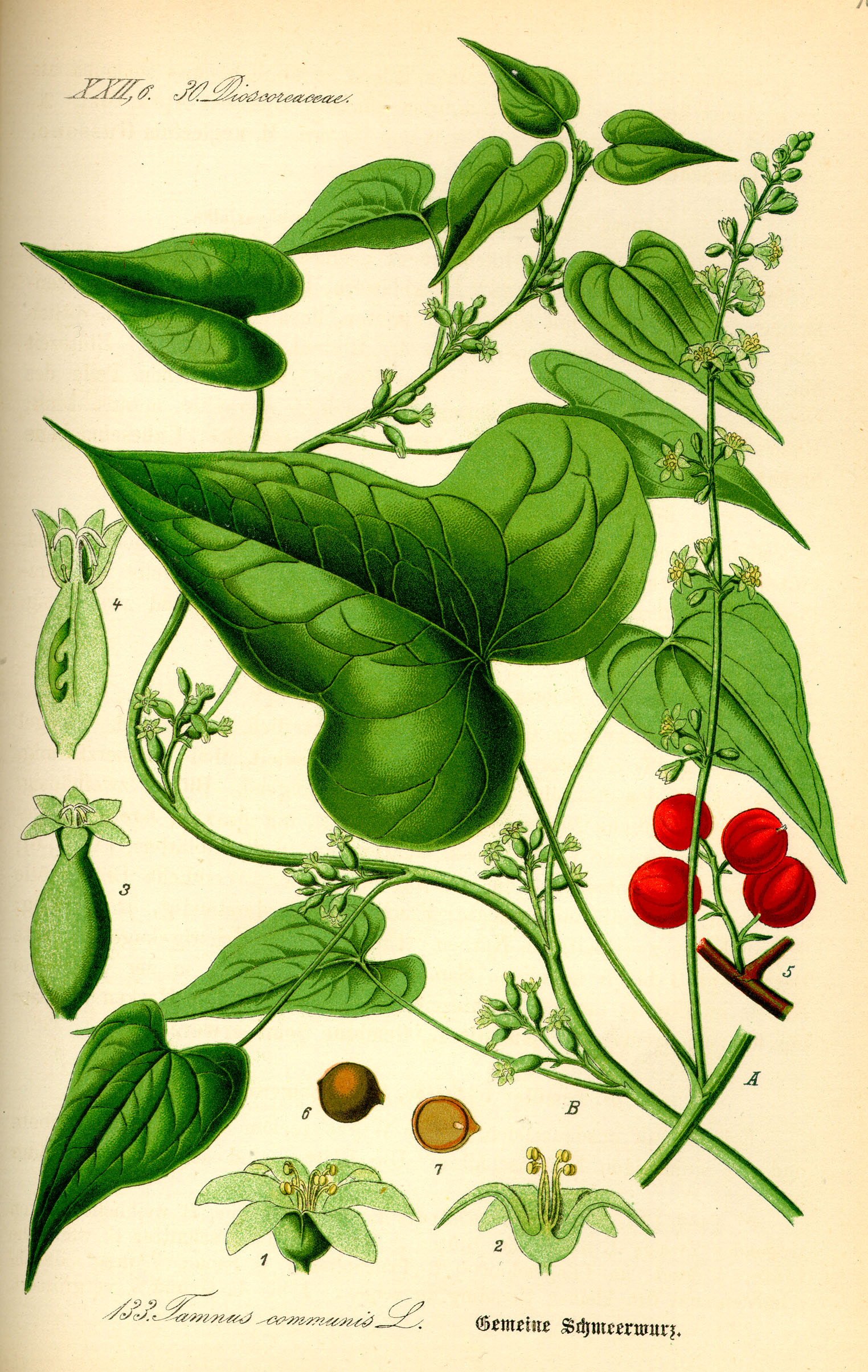

Багаторічна трав'яниста ліана з повзучими і кучерявими стеблами, що досягають 4 м довжини, і овально-серцеподібним голим листям. Квітки непоказні, зеленуваті, роздільностатеві, дводольні, зібрані в суцвіття-китиці, з яких чоловічі — багатоквіткові, на довгих ніжках; жіночі — малоквіткові, на коротких ніжках. Плід — куляста одногніздна ягода червоного кольору, до 1 см в діаметрі, має кулясту, злегка довгасту форму. Ягоди, як і вся рослина — отруйні. Кореневище подовжене, клубневидне, досить потужно розвинене, зовні рожево-коричневе, на зламі — жовтувато-біле.

## Поширення
Росте в лісах і чагарниках в передгірних і гірських районах. Зустрічається часто, переважно в букових, буково-дубових та грабово-ясенево-дубових лісах. Тамус широко поширений як на Північному Кавказі, так і в Закавказзі. Ареал тамуса займає велику територію в Європі і в Азії (Туреччина та Іран), поширений в гірському Криму.

## Сировина

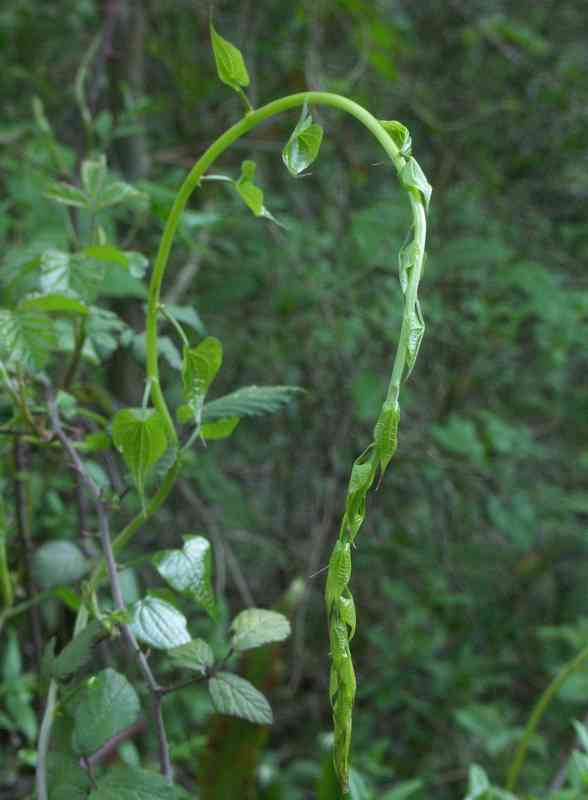

Лікарською сировиною є кореневища, рідше листя, верхівки молодих гілок і насіння.

## Хімічний склад
У соку тамуса містяться ще не вивчені сильнодіючі та роз'їдаючі речовини. Корені містять мурашину і щавлеву кислоти, глікозиди, сапоніни, дубильні та інші речовини.

## Застосування

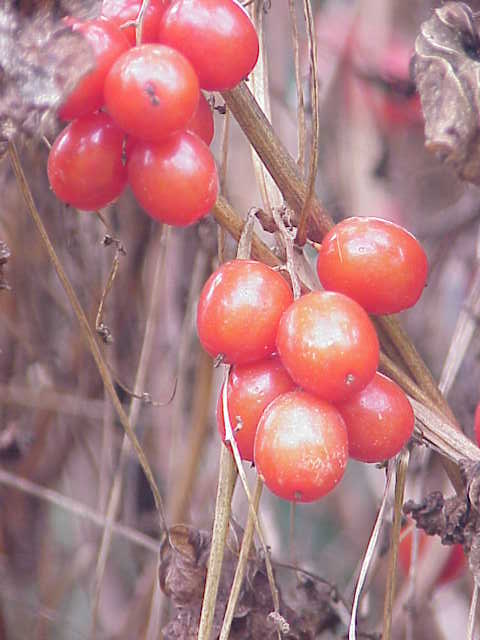
Ягоди

Адамовий корінь — знаменита лікарська рослина народної медицини Кавказу. Найбільш широко його застосовують зовнішньо — при ревматизмі, радикуліті, запаленні суглобів і ішіасі. Для цього натираються свіжим коренем або використовують для розтирання відвар кореня або настоянку на горілці. Вживають зовнішньо для розсмоктування синців, при невеликих ранах — як загоюючий засіб. Відвар коренів має кровоспинну, болезаспокійливу та протикашльовим дію.
У народній медицині Болгарії застосовується сік і відвар рослини як ревульсивний засіб для змащування хворих суглобів при ревматизмі, артриті та ін. При прийомі всередину подразнює травний канал, проносна дія, а в більш високих дозах — викликає блювоту і пронос.